# 普龙斯克
普龙斯克（羅馬化：Pronsk）是俄罗斯梁赞州的市级镇、普龙斯克区行政中心及第二大聚居地，地处梁赞州西部，位于伏尔加河流域奥卡河一支流普罗尼亚河畔，在州府梁赞南偏西方。附近城市有区最大聚居地新米丘林斯克市。
1131年首见于文献；1958年设市级镇（工人村）。该地2022年人口有4,331人；2010年人口3,943；2002年人口4,330；1989年人口5,105。